# Изяслав Ингваревич
Изясла́в И́нгваревич (уб. 1223) — князь Дорогобужский (ок. 1220—1223), сын Ингваря Ярославича.
Вместе с троюродным братом Даниилом Романовичем Волынским и дядей Мстиславом Ярославичем Луцким участвовал в битве на Калке в 1223 году, где и погиб вместе с братом Святославом Шумским.
Сведений о семье и детях не сохранилось.
Раскопки замкового храма в середине 1980-х годов обнаружили по апсиде церкви среди других остатков княжескую гробницу со скелетом, которому наконечником татарской стрелы прострелен череп. В 2018 году профессор истории из НУЛП Святослав Шеломенцев-Терский указал на останки как на вероятно принадлежащие Изяславу Ингваревичу. В ДНК останков из Луцка (образец VK541) выявлена Y-хромосомная гаплогруппа R1a1a1b1a1a1c1-M458>L1029>YP593 и митохондриальная гаплогруппа H7. 